# Talavera (zoologia)
Talavera Peckham & Peckham, 1909 è un genere di ragni appartenente alla famiglia Salticidae.

## Caratteristiche

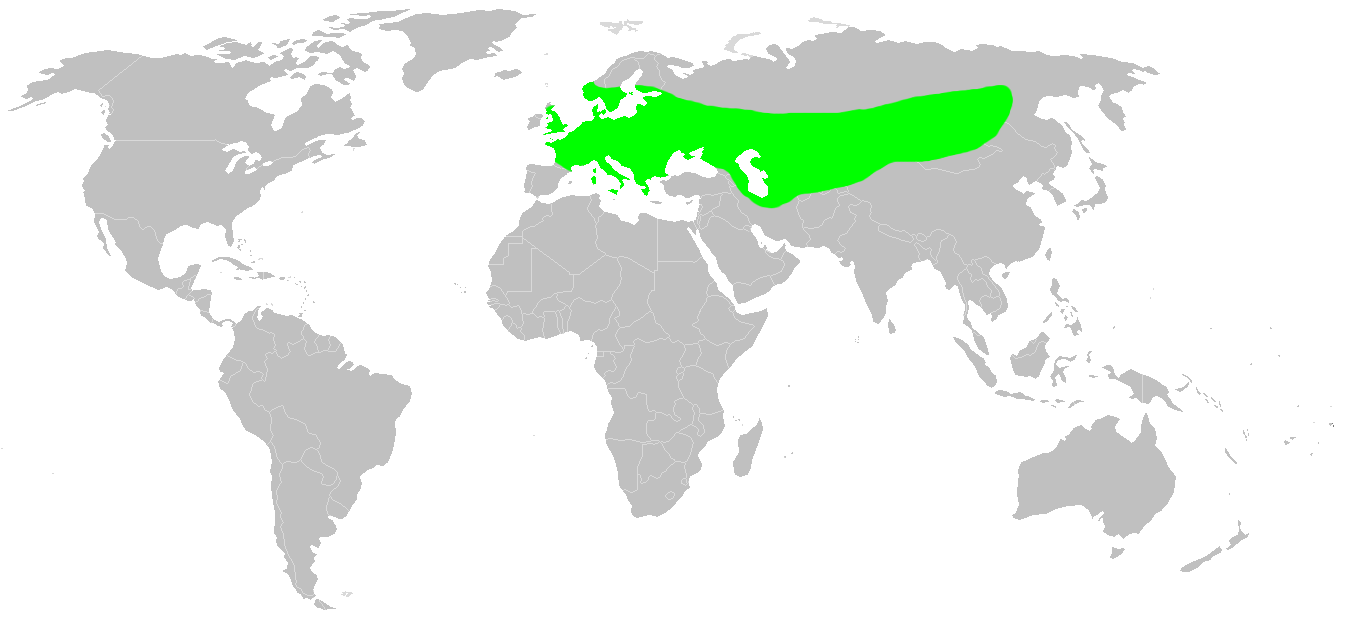
Talavera aequipes, distribuzione

Sono specie di ragni piuttosto minute di dimensioni, non superano i 2 millimetri. Fra loro, soprattutto le specie europee sono difficili da distinguere, nonostante gli apparati genitali siano stati descritti minuziosamente. In quanto a diffusione Talavera aequipes è prevalente

## Distribuzione e habitat
Le 15 specie oggi note di questo genere sono diffuse prevalentemente in Eurasia, presenti in parecchie località; solo Talavera minuta è stata rinvenuta in Canada e negli USA.
In Italia sono state reperite 3 specie di questo genere

## Tassonomia
A dicembre 2010, si compone di 15 specie e una sottospecie:
- Talavera aequipes (O. P.-Cambridge, 1871) — Regione paleartica (presente in Italia)
  - Talavera aequipes ludio (Simon, 1871) — Corsica
- Talavera aperta (Miller, 1971) — dal Belgio all'Asia centrale
- Talavera esyunini Logunov, 1992 — Svezia, Finlandia, Russia
- Talavera ikedai Logunov & Kronestedt, 2003 — Corea, Giappone
- Talavera inopinata Wunderlich, 1993 — Francia, Lussemburgo, Svizzera, Germania
- Talavera krocha Logunov & Kronestedt, 2003 — dalla Francia all'Asia centrale
- Talavera milleri (Brignoli, 1983) — Germania, Repubblica Ceca, Slovacchia
- Talavera minuta (Banks, 1895)[4] — Russia, Canada, USA
- Talavera monticola (Kulczyński, 1884) — Europa centrale e meridionale (presente in Italia)
- Talavera parvistyla Logunov & Kronestedt, 2003 — Europa settentrionale e centrale
- Talavera petrensis (C. L. Koch, 1837) — dall'Europa all'Asia centrale (presente in Italia)
- Talavera sharlaa Logunov & Kronestedt, 2003 — Russia
- Talavera thorelli (Kulczynski, 1891) — Regione paleartica
- Talavera trivittata (Schenkel, 1963) — Russia, Mongolia, Cina
- Talavera tuvensis Logunov & Kronestedt, 2003 — Russia

### Nomina dubia
- Talavera poecilopus (Thorell,1873); gli esemplari, originariamente descritti da Thorell in Euophrys, a seguito di uno studio di Logunov & Kronestedt del 2003 sono da considerare nomina dubia, contra uno studio di Miller del 1971[2]
- Talavera westringi (Simon, 1868); gli esemplari, originariamente descritti da Simon nell'ex-genere Attus, a seguito di uno studio di Logunov & Kronestedt del 2003 sono da considerare nomina dubia, contra uno studio di Miller del 1971[2]